# 愛しい風〜子熊のテーマ〜
愛しい風〜子熊のテーマ〜（いとしいかぜ こぐまのテーマ）は、1989年7月19日に発売された矢沢永吉通算25枚目のシングル。

## 解説
アルバム『情事』からのリカット・シングルで、同年7月15日に日本公開されたフランス映画『子熊物語』（ジャン＝ジャック・アノー監督、東宝東和配給）の日本版メッセージソング（イメージソング）として使用された。そのためサブタイトルに「子熊のテーマ」と追記されている。
表題曲の原曲は1980年に公開された自身のドキュメンタリー映画『RUN&RUN』で使用された「ジェファーソン・ストリート」が基となっている。公開当時は商品化の要望が殺到していたというが、諸事情により実現せず、それから9年後の同アルバム制作時に売野雅勇が歌詞を付け、完成に至ったとのこと。
カップリングの「六本木ショット」はアルバム『情事』には収録されていない。ただしプロモーション用に制作されたアナログレコードには、同アルバム収録の「FLESH AND BLOOD」がB面に収録されていた。

## 収録曲
| 全作詞: 売野雅勇、全作曲: 矢沢永吉。 |                                                                        |          |            |      |
| #                                    | タイトル                                                               | 作詞     | 作曲・編曲 | 時間 |
| 1.                                   | 「愛しい風〜子熊のテーマ〜」(東宝東和提供『子熊物語』メッセージソング) | 売野雅勇 | 矢沢永吉   | 4:24 |
| 2.                                   | 「六本木ショット」                                                     | 売野雅勇 | 矢沢永吉   | 3:27 |
| 合計時間:                            | 合計時間:                                                              | 7:51     |            |      |

## 販売形態
| 規格  | 発売日        | レーベル             | 品番      | EAN               |
| ----- | ------------- | -------------------- | --------- | ----------------- |
| EP    | 1989年7月19日 | EAST WORLD / 東芝EMI | RT07-2400 | EAN 4988006055476 |
| CT    | 1989年7月19日 | EAST WORLD / 東芝EMI | ZX10-2400 | EAN 4988006055926 |
| 8cmCD | 1989年7月19日 | EAST WORLD / 東芝EMI | XT10-2400 | EAN 4988006055377 |